# Pterocarya
Genre
Classification phylogénétique
Pterocarya (du grec pteron, "aile" + karyon, "noix") est un genre d'arbre de la famille des Juglandaceae.
Il comprend six espèces d'arbres à feuillage caduc. Elles poussent dans les forêts tempérées et au bord des rivières en Asie orientale, à l'exception du ptérocaryer du Caucase présent dans le Caucase.

## Description
Ce sont des grands arbres apparentés aux Noyers et aux Caryers qui offrent une croissance rapide et un port attrayant plus ou moins étalé. Ils peuvent mesurer jusqu'à 40 mètres de haut.
Les feuilles imparipennées sont grandes, alternes, plus ou moins oblongues, composées de 5 à 27 folioles suivant les espèces, prenant une belle couleur jaune doré en automne.
Les fleurs sont vertes et insignifiantes, ce sont des chatons unisexués qui apparaissent au printemps, en même temps que le débourrage des feuilles.
Les fruits sont des petites noix ailées disposées en nombre sur de longs épis pendants.

## Liste d'espèces
- Pterocarya fraxinifolia (Poir.) Spach - Ptérocaryer du Caucase
- Pterocarya hupehensis Skan
- Pterocarya macroptera Batalin
- Pterocarya rhoifolia Siebold & Zucc. - Ptérocaryer du Japon
- Pterocarya stenoptera C.DC. - Ptérocaryer de Chine
- Pterocarya tonkinensis (Franch.) Dode

Hybrides :
- Pterocarya ×rehderiana, hybride de Pterocarya fraxinifolia et Pterocarya stenoptera

Espèces fossiles :
- Pterocarya limburgensis † C. & E.M. Reid. - Ptérocaryer d'Europe (Pliocène)
- Pterocarya pugetensis † - Ptérocaryer d'Amérique